# Tom, Dick & Harriet
Tom, Dick & Harriet (Tom, Dick & Harriet) est un téléfilm américain réalisé par Kristoffer Tabori et diffusé le 16 mars 2013 sur Hallmark Channel et en France le 20 juin 2013 sur M6.

## Fiche technique
- Titre original : Tom, Dick & Harriet
- Réalisation : Kristoffer Tabori
- Scénario : Ken Krauss
- Photographie : Neil Cervin
- Musique : Brent Belke (en)
- Durée : 87 minutes
- Pays :  États-Unis

## Distribution
- Steven Weber : Tom Burns
- Andrew Francis : Dick Varnett
- Michelle Harrison : Harriet Fellows
- Michael Eklund : Reese Danzinger
- Davis Lewis : Brad
- MacKenzie Porter : Kelly Burns
- Aaron Pearl : Branson
- Ali Liebert : Liz
- Hamza Adam : Derek
- Anna Mae Wills : Tania
- Diana Bang (en) : AJ